# Cilladon
Cilladon (Ciladón in veneto) è una frazione del comune di Setteville, in provincia di Belluno.
Situato verso la fine della valle di Schievenin, con i suoi 643 m s.l.m. è la frazione situata più in alto di tutto il comune.
È punto di partenza di numerosi itinerari naturalistici verso il monte Tomatico, il borgo Castel Prada, il Massiccio del Grappa e il resto della valle di Schievenin.

## Il castagno del Balech

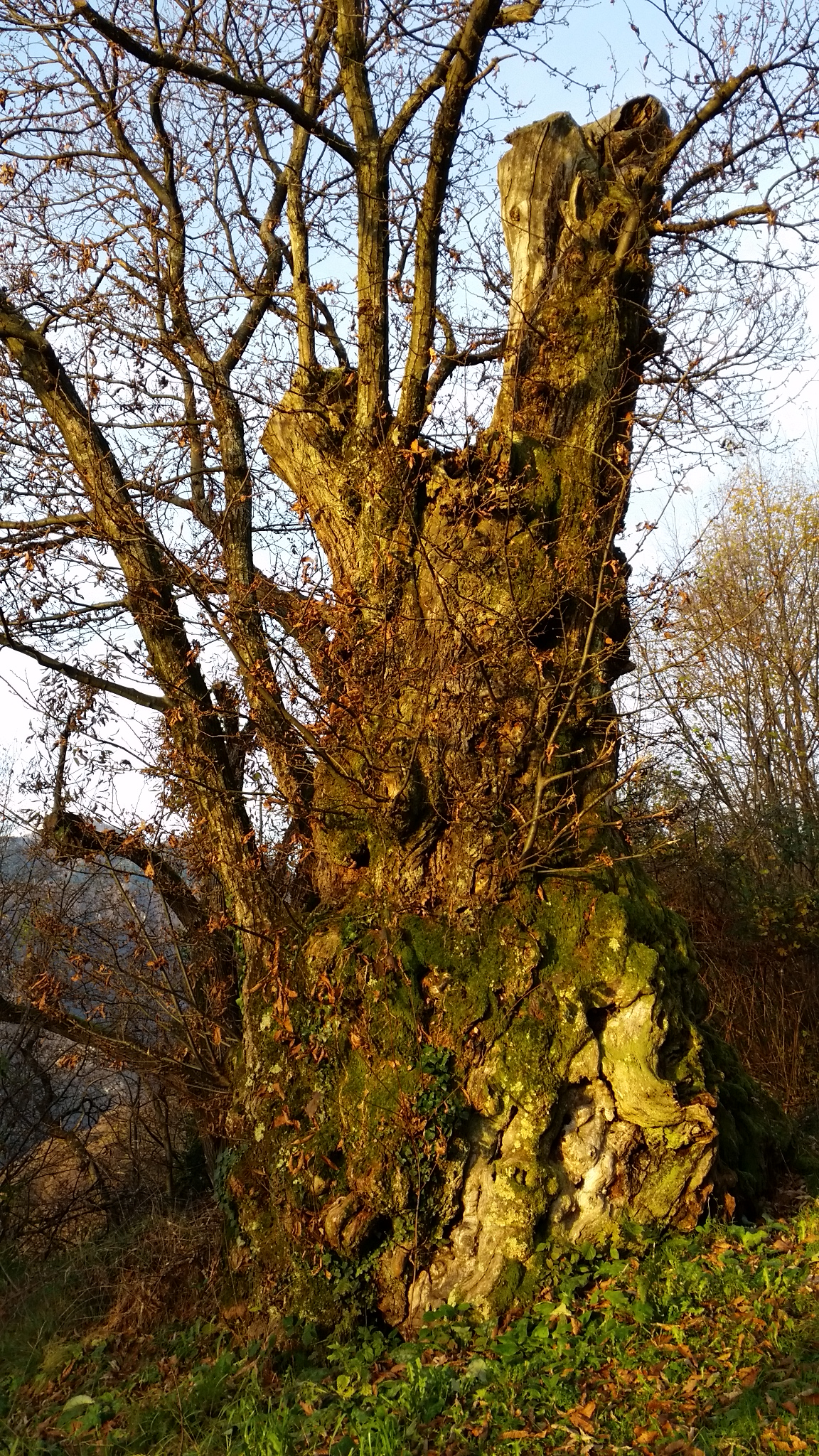

Nel paese è situato un castagno, con un'età superiore ai 400 anni, molto noto nel paese e in tutta la valle per via di una leggenda che narra di uno spiritello dispettoso che si divertiva a infastidire gli abitanti (che lo chiamarono Balech), e quando essi riuscirono a trovarlo, per non farsi catturare lui si nascose nel castagno, e nessuno lo rivide più. Allora gli abitanti decisero di chiamare il castagno come lo spiritello. Oggi quel castagno è a tutti gli effetti un'attrazione turistica del paese.